# Partido del Progreso Democrático
El Partido del Progreso Democrático (Serbio: Партија демократског прогреса; Bosnio: Partija demokratskog progresa) es un partido político conservador serbio en Bosnia y Herzegovina. Es el tercer mayor partido de la República Srpska.

## Historia
El Partido del Progreso Democrático fue establecido en Bania Luka el 26 de septiembre de 1999. Durante la asamblea fundadora, Mladen Ivanić fue elegido presidente del partido, mientras Branko Dokić y Zoran Đerić fueron elegidos como vicepresidentes.
En las elecciones generales de Bosnia y Herzegovina de 2002, el partido obtuvo el 4,6% de los votos y 2 de los 42 escaños en la Cámara de Representantes de Bosnia y Herzegovina y 9 de 83 en la Asamblea Nacional de la República Srpska. En las elecciones generales de Bosnia y Herzegovina de 2006, el partido obtuvo el 5,08% de los votos y 1 de los 42 escaños en la Cámara de Representantes de Bosnia y Herzegovina y 8 de 83 en la Asamblea Nacional de la República Srpska.

## Cooperación internacional
El partido es un miembro observador del Partido Popular Europeo y de la Unión Internacional Demócrata.
En términos de cooperación bilateral con otros partidos europeos, el Partido del Progreso Democrático mantiene fuertes lazos con el Partido Conservador del Reino Unido, el Partido Moderado de Suecia, la Unión Demócrata Cristiana y la Unión Social Cristiana de Alemania, la Unión Demócrata y Cristiana Eslovaca-Partido Democrático de Eslovaquia, el Partido Popular Austríaco, la Nueva Democracia de Grecia y el Partido Democrático de Serbia.
El Partido del Progreso Democrático tiene también buenas relaciones con la Fundación Konrad Adenauer, el Instituto Robert Schuman y la Comunidad Juvenil Demócrata de Europa.